# Meltdown (álbum de Vinnie Moore)
Meltdown es el tercer álbum de estudio del guitarrista estadounidense de metal neoclásico Vinnie Moore, publicado en 1991 por Relativity Records. Se grabó a fines de 1990 y su lanzamiento se retrasó casi un año, debido a que mediados de 1991 fue parte de las grabaciones y de la gira del disco Hey Stoopid de Alice Cooper. Tras su publicación recibió distintas críticas de parte de la prensa especializada, algunos lo alabaron mientras que otros, como es el caso de Robert Taylor de Allmusic, criticaron la calidad de las canciones en comparación con sus dos álbumes anteriores.

## Lista de canciones
Todas las canciones escritas por Vinnie Moore.

| N.º | Título              | Duración |  |
| 1.  | «Meltdown»          | 3:34     |  |
| 2.  | «Let's Go»          | 4:35     |  |
| 3.  | «Ridin' High»       | 4:42     |  |
| 4.  | «Earthshaker»       | 4:58     |  |
| 5.  | «Deep Sea»          | 6:34     |  |
| 6.  | «Cinema»            | 5:02     |  |
| 7.  | «Midnight Rain»     | 4:50     |  |
| 8.  | «Where Angels Sing» | 1:47     |  |
| 9.  | «Check It Out»      | 5:02     |  |
| 10. | «Last Chance»       | 3:51     |  |
| 11. | «Coming Home»       | 5:18     |  |

## Músicos
- Vinnie Moore: guitarra eléctrica
- Greg Smith: bajo
- Joe Franco: batería